# بخش آووره
بخش آووره (به سوئدی: Åre kommun) یک ناحیه شهری در سوئد است که در شهرستان یمتلاند واقع شده‌است.

## خواهرخوانده
شهر Meråker خواهرخواندهٔ بخش آووره هست.

## نگارخانه

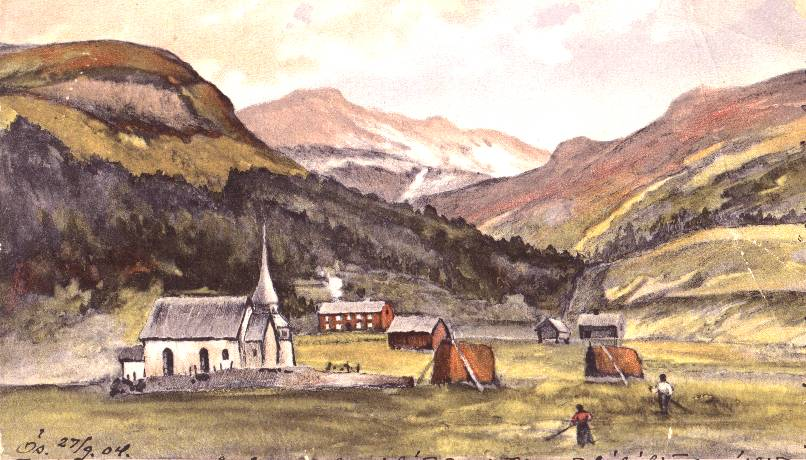
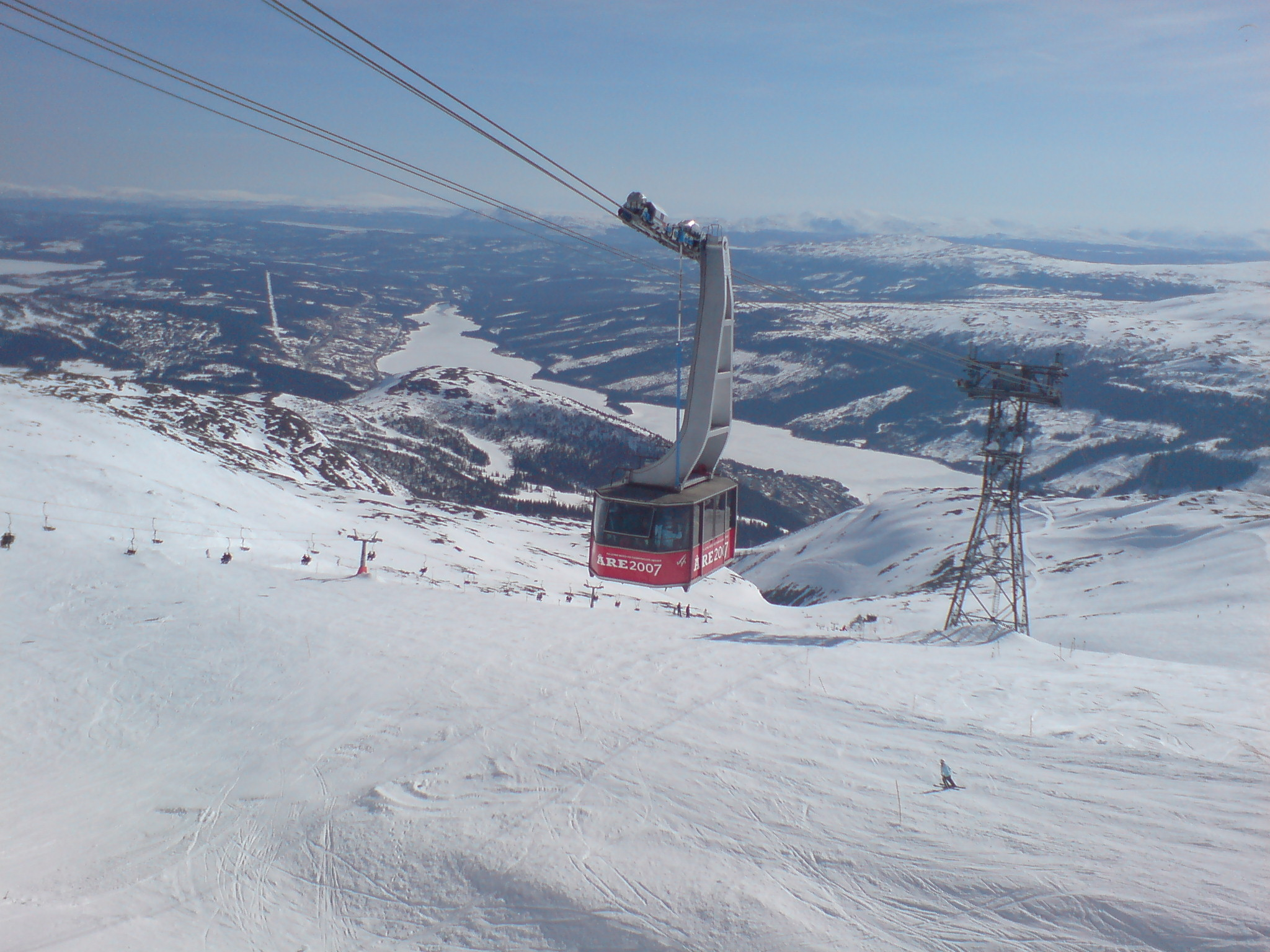
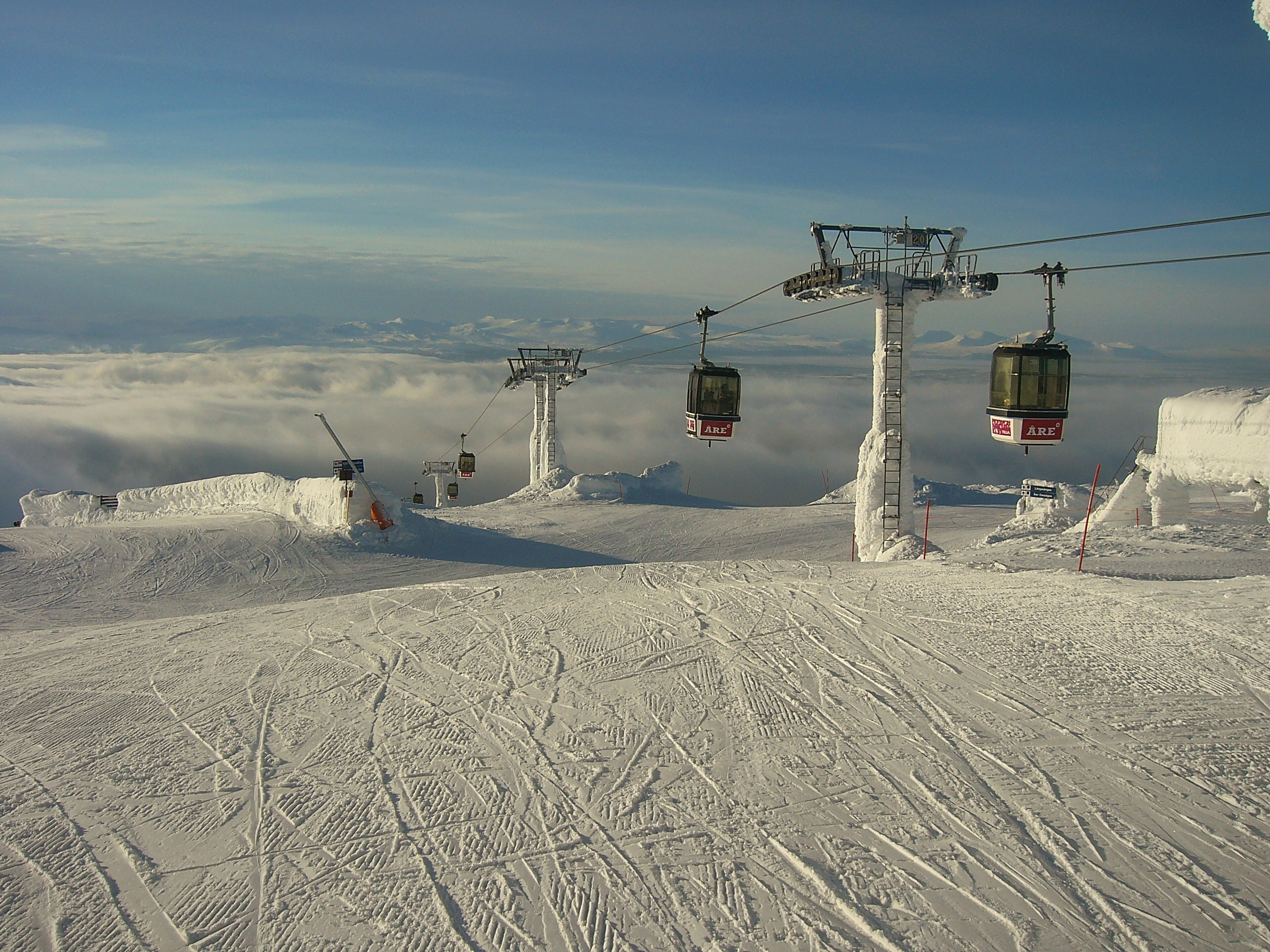
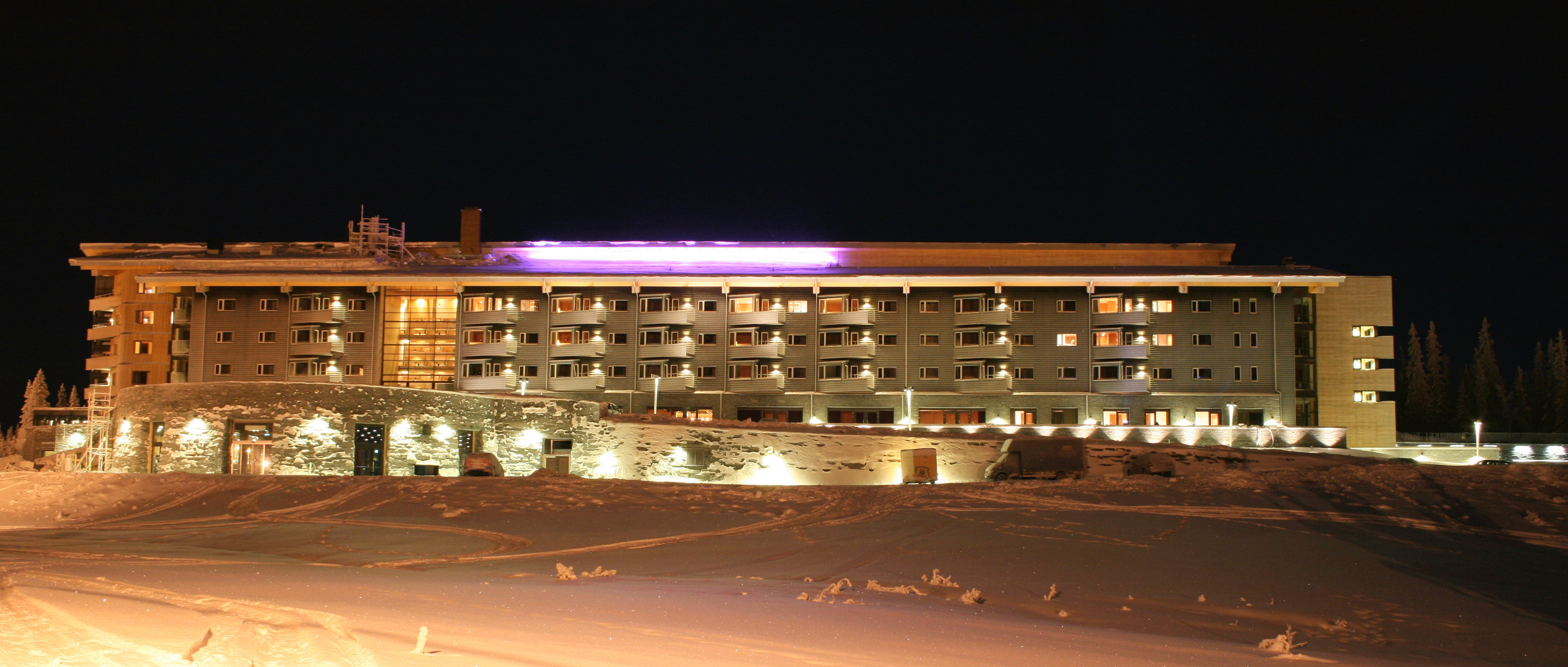
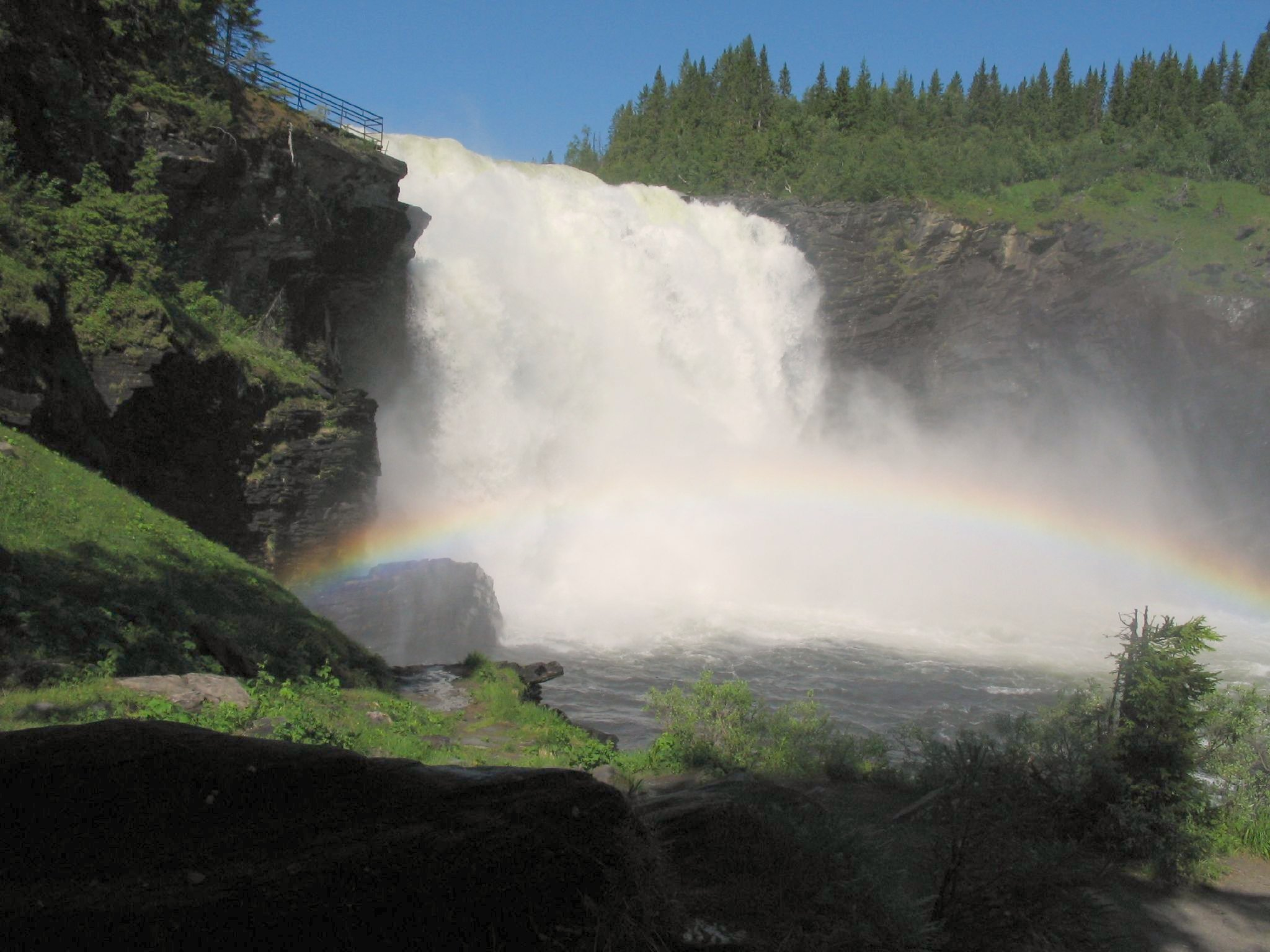
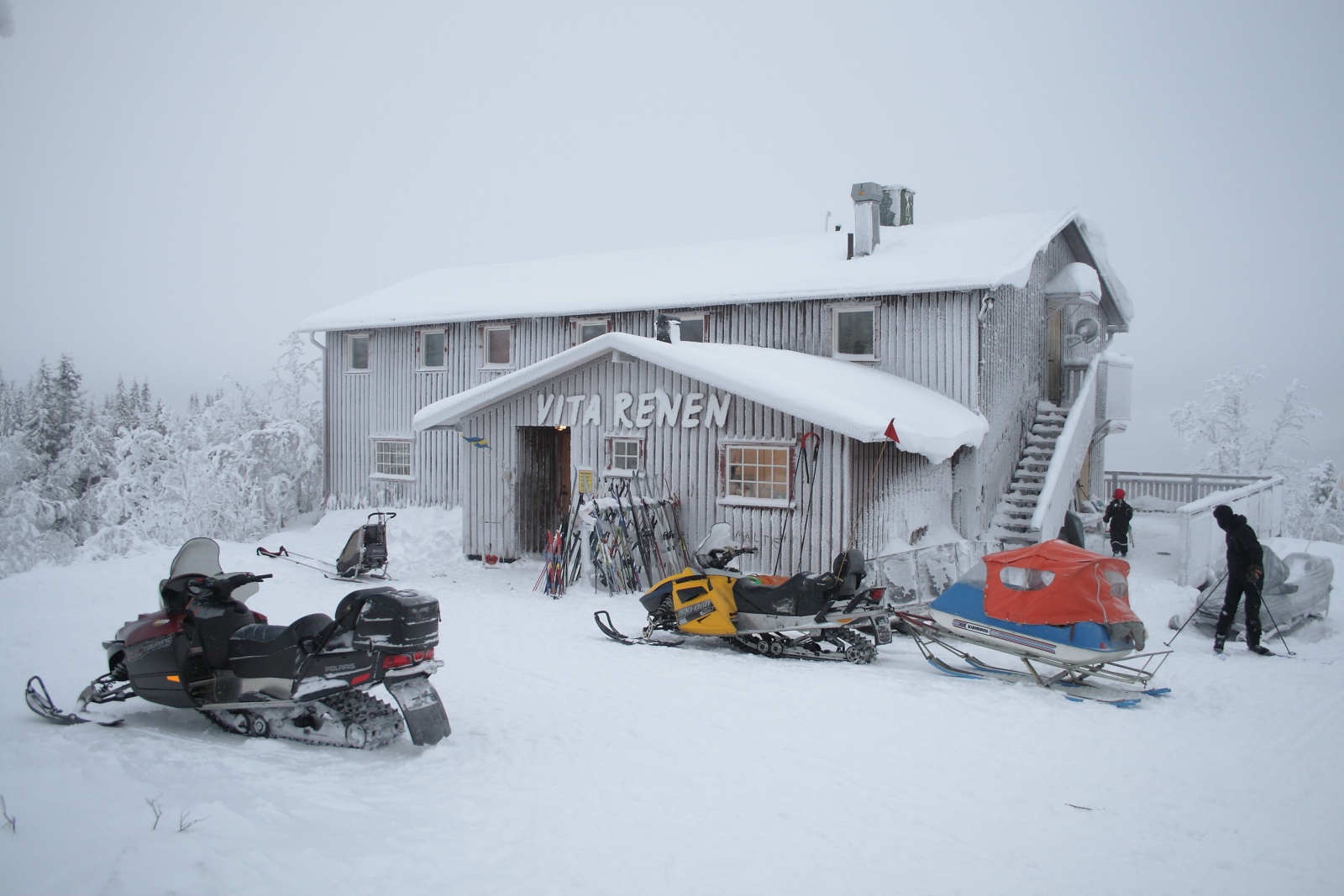